# Command & Conquer (jogo eletrônico de 1995)
Command and Conquer é um jogo eletrônico de estratégia em tempo real desenvolvido pella Westwood Studios e lançado para MS-DOS, Windows e Macintosh, e para os consoles Sega Saturn, Nintendo 64 e Sony Playstation.

## Caracterização
Command and Conquer é um jogo de estratégia, no qual o jogador é um comandante militar. O jogo desenrola-se ao longo de várias missões, com variados objetivos, que passam por destruir o inimigo (mais comuns) a salvar reféns, ou a capturar edifícios.
Para cumprir as missões, o jogador tem à sua disposição vários meios. O jogador pode construir edifícios de campanha, treinar infantaria e construir veículos, desde jipes a tanques, passando por unidades aéreas, cada um com a sua função específica. Por exemplo, as barracks (Casernas) permitem treinar infantaria, os humvees, devido à sua velocidade, são ótimas unidades de exploração, e os Chinooks são helicópteros de transporte.
Os fundos necessários para a construção de edifícios e unidades provêm da refinação das substâncias presentes nos cristais de Tiberium, um elemento que se encontra normalmente no cenário de jogo. O jogador tem de construir uma refinaria (para refinar os cristais) e de usar um veículo especial - o Harvester - para recolher os cristais ao campo e trazê-los para a refinaria.
Este jogo foi o primeiro na série Command & Conquer, tendo sido seguido pelo pacote de missões The Covert Operations e pela prequela Red Alert.

## Enredo
No futuro, um meteorito cai junto do rio Tibre, na Itália. Os cristais de Tiberium, que viajavam com o meteorito, sobreviveram ao impacto e começaram-se a reproduzir rapidamente, absorvendo os minerais da terra e dos seres vivos. Em pouco tempo, grande parte da superfície terrestre está coberta pelos cristais. Descobriu-se que as substâncias presentes nos cristais são de elevado valor, pelo que a mineração dos mesmos se tornou uma importante atividade econômica.
Um grupo terrorista, The Brotherhood of Nod, liderado por Kane, começa a minerar os cristais de Tiberium em grande quantidade, para financiar as suas atividades terroristas, comprar armas e subornar governos. Em pouco tempo, o poder econômico do grupo é tal que este é declarado como uma das grandes potências mundiais, controlando vastas áreas e possuindo grande quantidade de armamento.
Pouco depois, o grupo começa a invadir vários países um pouco por todo o globo, criando uma guerra à escala mundial.
Um braço armado das Nações Unidas, a Global Defence Initiative (GDI), entra em ação, começando a combater as forças do grupo terrorista.
O jogador pode escolher ser um comandante da GDI (no cenário de guerra europeu) ou do grupo Brotherhood of Nod (no continente Africano).

## Diferenças Básicas entre as versões
A Primeira versão do jogo foi lançada para o MS-DOS em 1995. Em seguida surgiu a versão para Mac e Windows 95, assim também para consoles.
- Na versão do MS-DOS, assim como as dos consoles (exceto a do Nintendo 64) a resolução máxima era 320x200, enquanto originalmente na do Windows e do Mac, a resolução era 640x400.
- Em todas as versões de PC era possível jogar em rede até quatro jogadores usando o IPX, algo considerado revolucionário para época.
- As versões de Console não têm animações ao construir.
- A Sidebar das versões de console foi alterada para uma melhor utilização dos gamepads.
- A versão de Nintendo 64 é em 3D, e contém alterações em alguns mapas.

## Modo Online
O jogo suportava até 4 jogadores em rede local, mas apenas 2 em modo online. A versão do DOS apenas suportava conexões via modem, enquanto as do Windows e Mac aceitavam conexões via TCP/IP utilizando o Westwood Chat como conector. Todas as versões eram compatíveis entre si.
A Atualização para o Windows XP remove o modo de rede local, pois o jogo utilizava uma biblioteca de IPX para o Windows 95, incompatível com o Windows XP. Alguns fãs reescreveram a biblioteca para que o modo local voltasse a funcionar no Windows XP utilizando o TCP/IP. Isso quebrou a compatibilidade com as outras versões.
Desenvolveram também um substituto para o Westwood Chat, chamado de CnCNet. Esse suporta até 6 jogadores, porém apenas a versão do Windows é suportada.

## Atualizações não oficiais
Várias incompatibilidades com os atuais sistemas operacionais levaram fãs do jogo a desenvolver projetos para arrumar estes erros. A versão mais recente (1.06) Resolve problemas com o Windows Vista, Windows 8, e melhora o suporte ao Linux via Wine devido a um tradutor de DirectDraw para OpenGL, desenvolvido especialmente para o jogo.

## O CnCNet
CnCNet é um programa de código aberto que utiliza conexão p2p para o Command & Conquer se comunicar entre outros jogadores, também conectados ao servidor, através da porta de comunicação via conexão local. Ele é compatível com o XP, 2003 Vista, 2008 e 7, Linux (através do Wine), BSD (através do Wine) e Intel Macs (Através do Wine).
Inicialmente, o CnCNet era uma aplicação somente para o Command & Conquer para Windows 95 desenvolvida em Microsoft .NET Impossibilitando de certa forma, de funcionar no Linux, e devido a seu método de programação, o Windows 9x.
Devido à limitações da primeira versão, o CnCNet foi totalmente re-escrito, funcionando em qualquer plataforma que suportasse o jogo, e também foi adicionado a compatibilidade com o Command & Conquer: Red Alert 1 e 2, Yuri's Revenge, Tiberian Sun e Firestorm.

## Problemas com as versões atuais do Windows
O Windows Vista, que conta com o AERO, gera problemas de cores, que ocorre devido ao fato que o Command & Conquer para Windows 95 e o Red Alert para Windows 95 utilizam paletas de 256 cores, Acontece que o aplicativo "Explorer.exe" reinicia as cores, substituindo pelas cores padrão de 4-bits do Windows Vista. Isso foi resolvido utilizando uma ferramenta de compatibilidade para o DirectDraw. 
O Windows 8, que possui um tradutor de DirectDraw para Direct2D (Uma tecnologia mais recente da Microsoft) o faz não exibir os gráficos. Esse problema foi corrigido utilizando um tradutor de DirectDraw para OpenGL.